# Selección de fútbol de India

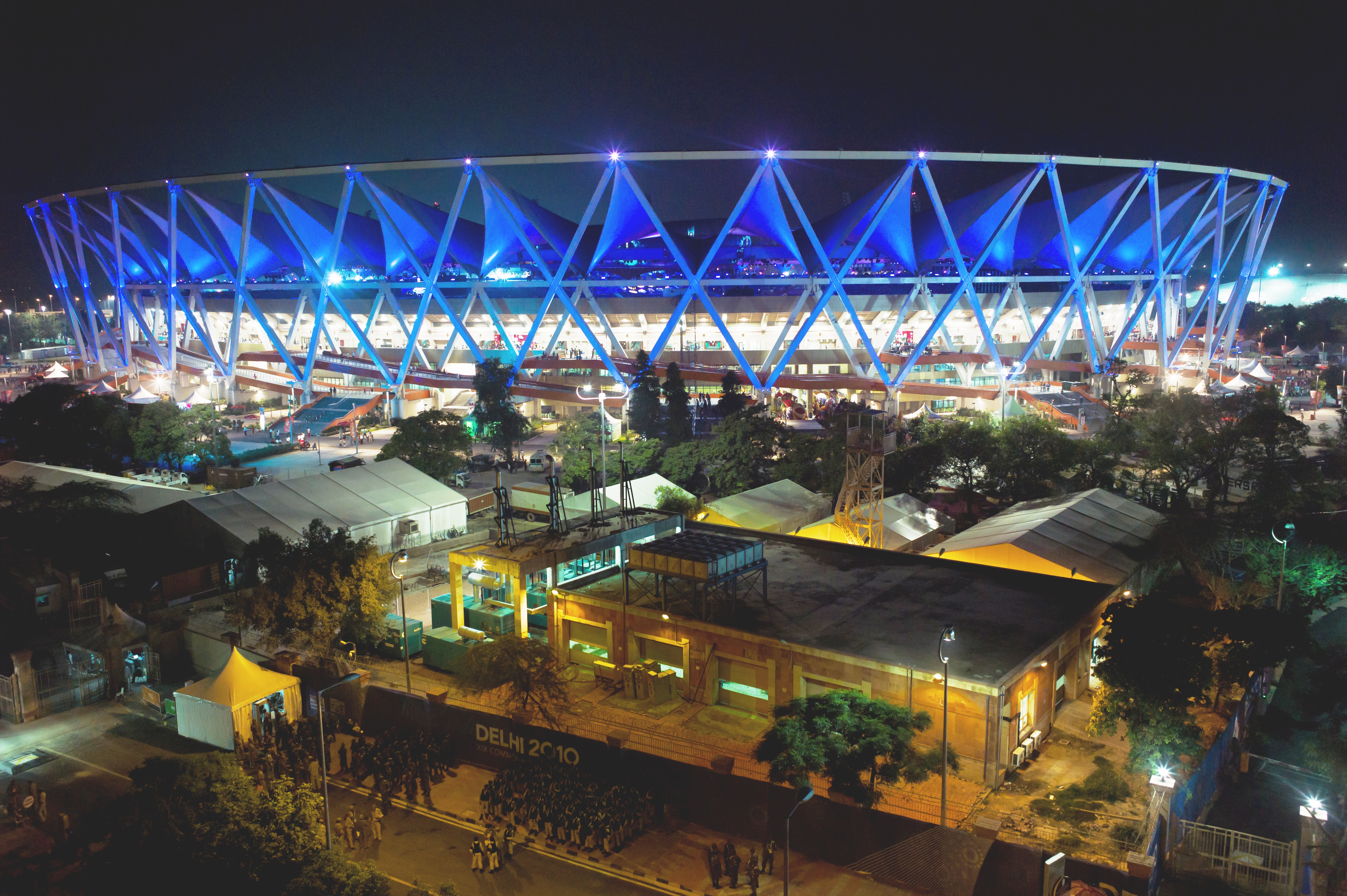
Estadio Jawaharlal Nehru, en Delhi.

La selección de fútbol de la India es el equipo representativo del país en las competiciones oficiales. Está organizada por la Federación de Fútbol de la India, es miembro de FIFA desde 1948 y es uno de los miembros fundadores de la AFC.
Logró la clasificación a la Copa Mundial de Fútbol de 1950 luego de que todos sus rivales asiáticos se retiraran. Aun así, el seleccionado indio no disputó el torneo por los costos que representaba; además previo al inicio del torneo protestaron ante la FIFA ya que no fue autorizado todo el plantel por jugar descalzos, ya que ellos por cuestiones religiosas y de cábala consideraban que eso les daría abundancia, pero bajo los lineamientos que exigía el máximo organismo del fútbol y tras esta situación decidieron no disputarla. En cuanto a los Juegos Olímpicos, consiguió su mayor logró deportivo al conseguir la 4.ª ubicación en los Juegos Olímpicos de 1956.
En la Copa Federación Asia del Sur, India ha ganado seis de los nueve torneos. El último trofeo de la India fue en 2011 al vencer por 4-0 a la selección afgana. Los otros logros ocurrieron en las ediciones de 1993, 1997, 1999, 2005, 2009, 2011 y 2015. La India está considerada como la gran favorita de este torneo debido a la debilidad de sus contrincantes.
En los últimos años, la apatía junto con la enorme intervención gubernamental en la federación futbolística, a la preferencia de los indios por el críquet y el pobre patrocinio han conducido a la carencia de jugadores de calidad en la India.
El máximo goleador de la historia de la selección india es Sunil Chhetri, con 90 goles en 136 partidos.

## Estadísticas

### Copa Mundial de Fútbol
| Copa Mundial de Fútbol | Copa Mundial de Fútbol                              | Copa Mundial de Fútbol                              | Copa Mundial de Fútbol                              | Copa Mundial de Fútbol                              | Copa Mundial de Fútbol                              | Copa Mundial de Fútbol                              | Copa Mundial de Fútbol                              |
| Año                    | Ronda                                               | J                                                   | G                                                   | E                                                   | P                                                   | GF                                                  | GC                                                  |
| ---------------------- | --------------------------------------------------- | --------------------------------------------------- | --------------------------------------------------- | --------------------------------------------------- | --------------------------------------------------- | --------------------------------------------------- | --------------------------------------------------- |
| 1930 - 1938            | No existía la selección                             | No existía la selección                             | No existía la selección                             | No existía la selección                             | No existía la selección                             | No existía la selección                             | No existía la selección                             |
| 1950                   | Clasificó, pero no participó por motivos económicos | Clasificó, pero no participó por motivos económicos | Clasificó, pero no participó por motivos económicos | Clasificó, pero no participó por motivos económicos | Clasificó, pero no participó por motivos económicos | Clasificó, pero no participó por motivos económicos | Clasificó, pero no participó por motivos económicos |
| 1954 - 1982            | No participó                                        | No participó                                        | No participó                                        | No participó                                        | No participó                                        | No participó                                        | No participó                                        |
| 1986                   | No clasificó                                        | No clasificó                                        | No clasificó                                        | No clasificó                                        | No clasificó                                        | No clasificó                                        | No clasificó                                        |
| 1990                   | No clasificó                                        | No clasificó                                        | No clasificó                                        | No clasificó                                        | No clasificó                                        | No clasificó                                        | No clasificó                                        |
| 1994                   | No clasificó                                        | No clasificó                                        | No clasificó                                        | No clasificó                                        | No clasificó                                        | No clasificó                                        | No clasificó                                        |
| 1998                   | No clasificó                                        | No clasificó                                        | No clasificó                                        | No clasificó                                        | No clasificó                                        | No clasificó                                        | No clasificó                                        |
| 2002                   | No clasificó                                        | No clasificó                                        | No clasificó                                        | No clasificó                                        | No clasificó                                        | No clasificó                                        | No clasificó                                        |
| 2006                   | No clasificó                                        | No clasificó                                        | No clasificó                                        | No clasificó                                        | No clasificó                                        | No clasificó                                        | No clasificó                                        |
| 2010                   | No clasificó                                        | No clasificó                                        | No clasificó                                        | No clasificó                                        | No clasificó                                        | No clasificó                                        | No clasificó                                        |
| 2014                   | No clasificó                                        | No clasificó                                        | No clasificó                                        | No clasificó                                        | No clasificó                                        | No clasificó                                        | No clasificó                                        |
| 2018                   | No clasificó                                        | No clasificó                                        | No clasificó                                        | No clasificó                                        | No clasificó                                        | No clasificó                                        | No clasificó                                        |
| 2022                   | No clasificó                                        | No clasificó                                        | No clasificó                                        | No clasificó                                        | No clasificó                                        | No clasificó                                        | No clasificó                                        |
| 2026                   | No clasificó                                        | No clasificó                                        | No clasificó                                        | No clasificó                                        | No clasificó                                        | No clasificó                                        | No clasificó                                        |
| 2030                   | Por disputarse                                      | Por disputarse                                      | Por disputarse                                      | Por disputarse                                      | Por disputarse                                      | Por disputarse                                      | Por disputarse                                      |
| 2034                   | Por disputarse                                      | Por disputarse                                      | Por disputarse                                      | Por disputarse                                      | Por disputarse                                      | Por disputarse                                      | Por disputarse                                      |
| Total                  | 0/23                                                | -                                                   | -                                                   | -                                                   | -                                                   | -                                                   | -                                                   |

### Copa Asiática
| Copa Asiática | Copa Asiática  | Copa Asiática | Copa Asiática | Copa Asiática | Copa Asiática | Copa Asiática | Copa Asiática |
| Año           | Ronda          | J             | G             | E             | P             | GF            | GC            |
| ------------- | -------------- | ------------- | ------------- | ------------- | ------------- | ------------- | ------------- |
| 1956          | No participó   | No participó  | No participó  | No participó  | No participó  | No participó  | No participó  |
| 1960          | No clasificó   | No clasificó  | No clasificó  | No clasificó  | No clasificó  | No clasificó  | No clasificó  |
| 1964          | Subcampeón     | 3             | 2             | 0             | 1             | 5             | 3             |
| 1968          | No clasificó   | No clasificó  | No clasificó  | No clasificó  | No clasificó  | No clasificó  | No clasificó  |
| 1972          | No participó   | No participó  | No participó  | No participó  | No participó  | No participó  | No participó  |
| 1976          | No participó   | No participó  | No participó  | No participó  | No participó  | No participó  | No participó  |
| 1980          | No participó   | No participó  | No participó  | No participó  | No participó  | No participó  | No participó  |
| 1984          | Fase de grupos | 4             | 0             | 1             | 3             | 0             | 7             |
| 1988          | No clasificó   | No clasificó  | No clasificó  | No clasificó  | No clasificó  | No clasificó  | No clasificó  |
| 1992          | No clasificó   | No clasificó  | No clasificó  | No clasificó  | No clasificó  | No clasificó  | No clasificó  |
| 1996          | No clasificó   | No clasificó  | No clasificó  | No clasificó  | No clasificó  | No clasificó  | No clasificó  |
| 2000          | No clasificó   | No clasificó  | No clasificó  | No clasificó  | No clasificó  | No clasificó  | No clasificó  |
| 2004          | No clasificó   | No clasificó  | No clasificó  | No clasificó  | No clasificó  | No clasificó  | No clasificó  |
| 2007          | No clasificó   | No clasificó  | No clasificó  | No clasificó  | No clasificó  | No clasificó  | No clasificó  |
| 2011          | Fase de grupos | 3             | 0             | 0             | 3             | 3             | 13            |
| 2015          | No clasificó   | No clasificó  | No clasificó  | No clasificó  | No clasificó  | No clasificó  | No clasificó  |
| 2019          | Fase de grupos | 3             | 1             | 0             | 2             | 4             | 4             |
| 2023          | Fase de grupos | 3             | 0             | 0             | 3             | 0             | 6             |
| 2027          | Por definir    | Por definir   | Por definir   | Por definir   | Por definir   | Por definir   | Por definir   |
| Total         | 5/18           | 16            | 3             | 1             | 12            | 12            | 33            |

### Juegos Olímpicos
| Juegos Olímpicos                                                                                         | Juegos Olímpicos              | Juegos Olímpicos              | Juegos Olímpicos              | Juegos Olímpicos              | Juegos Olímpicos              | Juegos Olímpicos              | Juegos Olímpicos              |
| Año | Ronda                         | J                             | G                             | E                             | P                             | GF                            | GC                            |
| --- | ----------------------------- | ----------------------------- | ----------------------------- | ----------------------------- | ----------------------------- | ----------------------------- | ----------------------------- |
| 1908 | No existía la selección       | No existía la selección       | No existía la selección       | No existía la selección       | No existía la selección       | No existía la selección       | No existía la selección       |
| 1912 | No existía la selección       | No existía la selección       | No existía la selección       | No existía la selección       | No existía la selección       | No existía la selección       | No existía la selección       |
| 1920 | No existía la selección       | No existía la selección       | No existía la selección       | No existía la selección       | No existía la selección       | No existía la selección       | No existía la selección       |
| 1924 | No existía la selección       | No existía la selección       | No existía la selección       | No existía la selección       | No existía la selección       | No existía la selección       | No existía la selección       |
| 1928 | No existía la selección       | No existía la selección       | No existía la selección       | No existía la selección       | No existía la selección       | No existía la selección       | No existía la selección       |
| 1932 | No hubo competición de fútbol | No hubo competición de fútbol | No hubo competición de fútbol | No hubo competición de fútbol | No hubo competición de fútbol | No hubo competición de fútbol | No hubo competición de fútbol |
| 1936 | No existía la selección       | No existía la selección       | No existía la selección       | No existía la selección       | No existía la selección       | No existía la selección       | No existía la selección       |
| 1948 | Octavos de final              | 1                             | 0                             | 0                             | 1                             | 1                             | 2                             |
| Desde 1952 los Juegos Olímpicos los disputan selecciones amateurs, y a partir de 1992 selecciones sub-23 |                               |                               |                               |                               |                               |                               |                               |
| Total | 1/7                           | 1                             | 0                             | 0                             | 1                             | 1                             | 2                             |

## Torneos regionales

### Campeonato de la SAFF
| Campeonato de la SAFF | Campeonato de la SAFF | Campeonato de la SAFF | Campeonato de la SAFF | Campeonato de la SAFF | Campeonato de la SAFF | Campeonato de la SAFF | Campeonato de la SAFF |
| Año                   | Ronda                 | J                     | G                     | E                     | P                     | GF                    | GC                    |
| --------------------- | --------------------- | --------------------- | --------------------- | --------------------- | --------------------- | --------------------- | --------------------- |
| 1993                  | Campeón               | 3                     | 2                     | 1                     | 0                     | 4                     | 1                     |
| 1995                  | Subcampeón            | 3                     | 0                     | 2                     | 1                     | 2                     | 3                     |
| 1997                  | Campeón               | 4                     | 3                     | 1                     | 0                     | 12                    | 3                     |
| 1999                  | Campeón               | 4                     | 3                     | 1                     | 0                     | 6                     | 1                     |
| 2003                  | Tercer lugar          | 5                     | 2                     | 1                     | 2                     | 8                     | 5                     |
| 2005                  | Campeón               | 5                     | 4                     | 1                     | 0                     | 9                     | 2                     |
| 2008                  | Subcampeón            | 5                     | 4                     | 0                     | 1                     | 9                     | 3                     |
| 2009                  | Campeón               | 5                     | 3                     | 1                     | 1                     | 3                     | 2                     |
| 2011                  | Campeón               | 5                     | 4                     | 1                     | 0                     | 16                    | 2                     |
| 2013                  | Subcampeón            | 5                     | 2                     | 1                     | 2                     | 4                     | 5                     |
| 2015                  | Campeón               | 4                     | 4                     | 0                     | 0                     | 11                    | 4                     |
| 2018                  | Subcampeón            | 4                     | 3                     | 0                     | 1                     | 8                     | 3                     |
| 2021                  | Campeón               | 5                     | 3                     | 2                     | 0                     | 8                     | 2                     |
| 2023                  | Campeón               | 5                     | 2                     | 3                     | 0                     | 8                     | 2                     |
| Total                 | 14/14                 | 62                    | 39                    | 15                    | 8                     | 108                   | 38                    |

### Copa Desafío de la AFC
| Copa Desafío de la AFC | Copa Desafío de la AFC | Copa Desafío de la AFC | Copa Desafío de la AFC | Copa Desafío de la AFC | Copa Desafío de la AFC | Copa Desafío de la AFC | Copa Desafío de la AFC |
| Año                    | Ronda                  | J                      | G                      | E                      | P                      | GF                     | GC                     |
| ---------------------- | ---------------------- | ---------------------- | ---------------------- | ---------------------- | ---------------------- | ---------------------- | ---------------------- |
| 2006                   | Cuartos de final       | 4                      | 1                      | 2                      | 1                      | 3                      | 4                      |
| 2008                   | Campeón                | 5                      | 4                      | 1                      | 0                      | 9                      | 3                      |
| 2010                   | Fase de grupos         | 3                      | 0                      | 0                      | 3                      | 1                      | 6                      |
| 2012                   | Fase de grupos         | 3                      | 0                      | 0                      | 3                      | 0                      | 8                      |
| 2014                   | No clasificó           | No clasificó           | No clasificó           | No clasificó           | No clasificó           | No clasificó           | No clasificó           |
| Total                  | 4/5                    | 15                     | 5                      | 3                      | 7                      | 13                     | 21                     |

### Juegos Asiáticos
| Juegos Asiáticos | Juegos Asiáticos                                                                          | Juegos Asiáticos                                                                          | Juegos Asiáticos                                                                          | Juegos Asiáticos                                                                          | Juegos Asiáticos                                                                          | Juegos Asiáticos                                                                          | Juegos Asiáticos                                                                          |
| Año              | Ronda                                                                                     | J                                                                                         | G                                                                                         | E                                                                                         | P                                                                                         | GF                                                                                        | GC                                                                                        |
| 1951             | Campeón                                                                                   | 3                                                                                         | 3                                                                                         | 0                                                                                         | 0                                                                                         | 7                                                                                         | 0                                                                                         |
| ---------------- | ----------------------------------------------------------------------------------------- | ----------------------------------------------------------------------------------------- | ----------------------------------------------------------------------------------------- | ----------------------------------------------------------------------------------------- | ----------------------------------------------------------------------------------------- | ----------------------------------------------------------------------------------------- | ----------------------------------------------------------------------------------------- |
| 1954             | Primera ronda                                                                             | 2                                                                                         | 1                                                                                         | 0                                                                                         | 1                                                                                         | 3                                                                                         | 6                                                                                         |
| 1958             | Cuarto lugar                                                                              | 5                                                                                         | 2                                                                                         | 0                                                                                         | 3                                                                                         | 12                                                                                        | 13                                                                                        |
| 1962             | Campeón                                                                                   | 5                                                                                         | 4                                                                                         | 0                                                                                         | 1                                                                                         | 11                                                                                        | 6                                                                                         |
| 1966             | Primera ronda                                                                             | 3                                                                                         | 1                                                                                         | 0                                                                                         | 2                                                                                         | 4                                                                                         | 7                                                                                         |
| 1970             | Tercer lugar                                                                              | 6                                                                                         | 3                                                                                         | 1                                                                                         | 2                                                                                         | 8                                                                                         | 5                                                                                         |
| 1974             | Primera ronda                                                                             | 3                                                                                         | 0                                                                                         | 0                                                                                         | 3                                                                                         | 2                                                                                         | 14                                                                                        |
| 1978             | Semifinal                                                                                 | 5                                                                                         | 1                                                                                         | 0                                                                                         | 4                                                                                         | 5                                                                                         | 13                                                                                        |
| 1982             | Cuartos de final                                                                          | 4                                                                                         | 2                                                                                         | 1                                                                                         | 1                                                                                         | 5                                                                                         | 3                                                                                         |
| 1986             | Primera ronda                                                                             | 3                                                                                         | 0                                                                                         | 0                                                                                         | 3                                                                                         | 1                                                                                         | 8                                                                                         |
| 1990             | Se retiró                                                                                 | Se retiró                                                                                 | Se retiró                                                                                 | Se retiró                                                                                 | Se retiró                                                                                 | Se retiró                                                                                 | Se retiró                                                                                 |
| 1994             | Se retiró                                                                                 | Se retiró                                                                                 | Se retiró                                                                                 | Se retiró                                                                                 | Se retiró                                                                                 | Se retiró                                                                                 | Se retiró                                                                                 |
| 1998             | Segunda ronda                                                                             | 5                                                                                         | 1                                                                                         | 0                                                                                         | 4                                                                                         | 3                                                                                         | 8                                                                                         |
| 2002             | A partir de la edición de 2002, las competiciones son disputadas por la selección sub-23. | A partir de la edición de 2002, las competiciones son disputadas por la selección sub-23. | A partir de la edición de 2002, las competiciones son disputadas por la selección sub-23. | A partir de la edición de 2002, las competiciones son disputadas por la selección sub-23. | A partir de la edición de 2002, las competiciones son disputadas por la selección sub-23. | A partir de la edición de 2002, las competiciones son disputadas por la selección sub-23. | A partir de la edición de 2002, las competiciones son disputadas por la selección sub-23. |
| Total            | 11/17                                                                                     | 44                                                                                        | 18                                                                                        | 2                                                                                         | 24                                                                                        | 61                                                                                        | 83                                                                                        |

### Intercontinental Cup (India)
| Intercontinental Cup (India) | Intercontinental Cup (India) | Intercontinental Cup (India) | Intercontinental Cup (India) | Intercontinental Cup (India) | Intercontinental Cup (India) | Intercontinental Cup (India) | Intercontinental Cup (India) |
| Año                          | Ronda                        | J                            | G                            | E                            | P                            | GF                           | GC                           |
| ---------------------------- | ---------------------------- | ---------------------------- | ---------------------------- | ---------------------------- | ---------------------------- | ---------------------------- | ---------------------------- |
| 2018                         | Campeón                      | 4                            | 3                            | 0                            | 1                            | 11                           | 2                            |
| 2019                         | Fase de grupos               | 3                            | 0                            | 1                            | 2                            | 5                            | 10                           |
| 2023                         | Campeón                      | 4                            | 3                            | 1                            | 0                            | 5                            | 0                            |
| Total                        | 3/3                          | 11                           | 6                            | 2                            | 3                            | 21                           | 12                           |

## Últimos partidos y próximos encuentros
Actualizado al último partido jugado el 25 de marzo de 2025
| Fecha      | Ciudad       | Local      | Resultado | Visitante  | Competición                      |
| ---------- | ------------ | ---------- | --------- | ---------- | -------------------------------- |
| 21-11-2023 | Bhubaneshwar | India      | 0:3       | Catar      | Clasificación Copa Mundial 2026  |
| 13-01-2024 | Rayán        | India      | 0:2       | Australia  | Copa Asiática 2023               |
| 18-01-2024 | Rayán        | Uzbekistán | 3:0       | India      | Copa Asiática 2023               |
| 23-01-2024 | Jor          | Siria      | 1:0       | India      | Copa Asiática 2023               |
| 21-03-2024 | Abha         | Afganistán | 0:0       | India      | Clasificación Copa Mundial 2026  |
| 26-03-2024 | Guwahati     | India      | 1:2       | Afganistán | Clasificación Copa Mundial 2026  |
| 06-06-2024 | Hyderabad    | India      | 0:0       | Kuwait     | Clasificación Copa Mundial 2026  |
| 11-06-2024 | Jor          | Catar      | 2:1       | India      | Clasificación Copa Mundial 2026  |
| 03-09-2024 | Hyderabad    | India      | 0:0       | Mauricio   | Partido amistoso                 |
| 09-09-2024 | Hyderabad    | India      | 0:3       | Siria      | Partido amistoso                 |
| 12-10-2024 | Nam Định     | Vietnam    | 1:1       | India      | Partido amistoso                 |
| 18-11-2024 | Hyderabad    | India      | 1:1       | Malasia    | Partido amistoso                 |
| 19-03-2025 | Shillong     | India      | 3:0       | Maldivas   | Partido amistoso                 |
| 25-03-2025 | Shillong     | India      | 0:0       | Bangladés  | Clasificación Copa Asiática 2027 |

## Palmarés

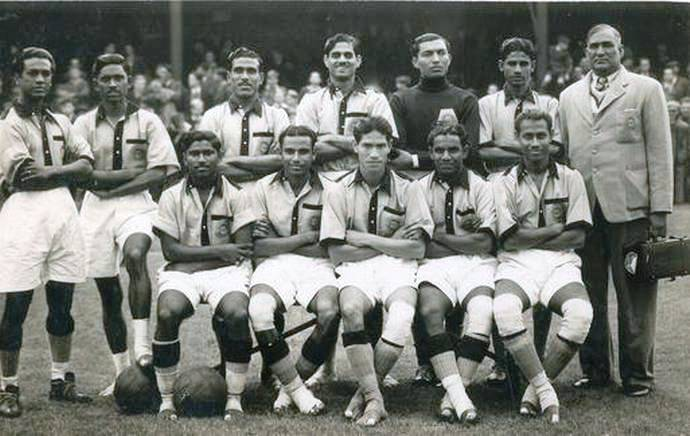
La selección de India antes de su partido contra durante los Juegos Olímpicos de Londres 1948.

- Juegos Asiáticos: 2 (1951 y 1962)
- Juegos del Sur Asiático: 3 (1985, 1987 y 1995)
- Copa Desafío de la AFC: 1 (2008)
- Campeonato de la SAFF: 9 (1993, 1997, 1999, 2005, 2009, 2011, 2015, 2021 y 2023)
- Intercontinental Cup: 3 (2018, 2023 y 2024)
- Subcampeón Copa Asiática 1964

## Récord ante países de oposición
Actualizado al 12 de octubre de 2024.
| Rival                  | PJ  | PG  | PE  | PP  | GF  | GC  | GD   |
| ---------------------- | --- | --- | --- | --- | --- | --- | ---- |
| Afganistán             | 12  | 6   | 4   | 2   | 20  | 9   | +11  |
| Arabia Saudita         | 3   | 0   | 0   | 3   | 1   | 11  | -10  |
| Argentina              | 1   | 0   | 0   | 1   | 0   | 1   | -1   |
| Australia              | 9   | 3   | 2   | 4   | 27  | 27  | 0    |
| Azerbaiyán             | 1   | 0   | 0   | 1   | 0   | 3   | -3   |
| Baréin                 | 7   | 0   | 1   | 6   | 4   | 16  | -12  |
| Bangladés              | 28  | 13  | 12  | 3   | 40  | 20  | +20  |
| Bielorrusia            | 1   | 0   | 0   | 1   | 0   | 3   | -3   |
| Birmania               | 21  | 10  | 3   | 8   | 34  | 40  | -6   |
| Bután                  | 5   | 5   | 0   | 0   | 16  | 1   | +15  |
| Camboya                | 6   | 5   | 0   | 1   | 19  | 5   | +14  |
| Camerún                | 4   | 0   | 3   | 1   | 5   | 6   | -1   |
| Catar                  | 5   | 0   | 1   | 4   | 1   | 12  | -11  |
| China                  | 11  | 0   | 4   | 7   | 5   | 22  | -17  |
| China Taipéi           | 8   | 5   | 2   | 1   | 17  | 4   | +13  |
| Corea del Norte        | 7   | 0   | 1   | 6   | 5   | 21  | -16  |
| Corea del Sur          | 19  | 3   | 2   | 14  | 12  | 48  | -36  |
| Curazao                | 1   | 0   | 0   | 1   | 1   | 3   | -2   |
| Emiratos Árabes Unidos | 13  | 2   | 1   | 10  | 7   | 32  | -25  |
| Filipinas              | 4   | 2   | 1   | 1   | 8   | 4   | +4   |
| Finlandia              | 2   | 0   | 1   | 1   | 1   | 2   | -1   |
| Fiyi                   | 2   | 0   | 0   | 2   | 0   | 3   | -3   |
| Francia                | 2   | 0   | 1   | 1   | 2   | 3   | -1   |
| Ghana                  | 1   | 0   | 0   | 1   | 0   | 1   | -1   |
| Guam                   | 3   | 2   | 0   | 1   | 6   | 2   | +4   |
| Guyana                 | 1   | 0   | 0   | 1   | 1   | 2   | -1   |
| Hong Kong              | 17  | 9   | 4   | 4   | 40  | 20  | +20  |
| Hungría                | 2   | 0   | 0   | 2   | 2   | 4   | -2   |
| Islandia               | 1   | 0   | 0   | 1   | 0   | 3   | -3   |
| Indonesia              | 16  | 5   | 3   | 8   | 19  | 30  | -11  |
| Irán                   | 8   | 2   | 1   | 5   | 6   | 17  | -11  |
| Irak                   | 7   | 0   | 3   | 4   | 4   | 13  | -9   |
| Israel                 | 3   | 0   | 0   | 3   | 2   | 7   | -5   |
| Jamaica                | 2   | 0   | 1   | 1   | 0   | 3   | -3   |
| Jordania               | 2   | 0   | 0   | 2   | 1   | 4   | -3   |
| Japón                  | 13  | 3   | 0   | 10  | 11  | 37  | -26  |
| Kenia                  | 2   | 2   | 0   | 0   | 5   | 0   | +5   |
| Kuwait                 | 6   | 2   | 2   | 2   | 7   | 18  | -11  |
| Kirguistán             | 6   | 5   | 0   | 1   | 11  | 3   | +8   |
| Laos                   | 2   | 2   | 0   | 0   | 7   | 1   | +6   |
| Líbano                 | 9   | 1   | 4   | 4   | 8   | 12  | -4   |
| Mauricio               | 1   | 1   | 0   | 0   | 2   | 1   | +1   |
| Macao                  | 2   | 2   | 0   | 0   | 6   | 1   | +5   |
| Malasia                | 23  | 7   | 5   | 11  | 30  | 48  | -18  |
| Maldivas               | 17  | 12  | 2   | 3   | 36  | 14  | -22  |
| Marruecos              | 1   | 0   | 0   | 1   | 0   | 1   | -1   |
| Mongolia               | 1   | 1   | 0   | 0   | 2   | 0   | +2   |
| Namibia                | 1   | 1   | 0   | 0   | 2   | 0   | +2   |
| Nepal                  | 24  | 18  | 5   | 1   | 42  | 9   | +33  |
| Nueva Zelanda          | 2   | 0   | 1   | 1   | 1   | 2   | -1   |
| Omán                   | 10  | 0   | 3   | 7   | 6   | 23  | -17  |
| Pakistán               | 26  | 16  | 7   | 3   | 41  | 18  | +23  |
| Palestina              | 2   | 0   | 0   | 2   | 4   | 7   | -3   |
| Perú                   | 2   | 0   | 0   | 2   | 1   | 4   | -3   |
| Polonia                | 1   | 0   | 0   | 1   | 1   | 2   | -1   |
| Puerto Rico            | 1   | 1   | 0   | 0   | 4   | 1   | +3   |
| Rusia                  | 2   | 0   | 0   | 2   | 1   | 16  | -15  |
| San Cristóbal y Nieves | 1   | 0   | 1   | 0   | 1   | 1   | 0    |
| Serbia                 | 2   | 0   | 0   | 2   | 2   | 14  | -12  |
| Siria                  | 7   | 2   | 2   | 3   | 7   | 8   | -1   |
| Singapur               | 12  | 5   | 1   | 6   | 14  | 15  | -1   |
| Sri Lanka              | 19  | 12  | 5   | 2   | 34  | 14  | +20  |
| Surinam                | 2   | 0   | 0   | 2   | 3   | 10  | -7   |
| Tayikistán             | 5   | 1   | 1   | 3   | 7   | 11  | -4   |
| Tailandia              | 21  | 6   | 6   | 9   | 25  | 33  | -8   |
| Trinidad y Tobago      | 4   | 1   | 0   | 3   | 3   | 10  | -7   |
| Turkmenistán           | 5   | 1   | 1   | 3   | 7   | 9   | -2   |
| Túnez                  | 1   | 0   | 1   | 0   | 2   | 2   | 0    |
| Uruguay                | 1   | 0   | 0   | 1   | 1   | 3   | -2   |
| Uzbekistán             | 4   | 0   | 0   | 4   | 3   | 10  | -7   |
| Vanuatu                | 1   | 1   | 0   | 0   | 1   | 0   | +1   |
| Vietnam                | 16  | 9   | 3   | 4   | 29  | 19  | +10  |
| Yemen                  | 9   | 1   | 2   | 6   | 12  | 19  | -7   |
| Zambia                 | 1   | 0   | 0   | 1   | 0   | 5   | -5   |
| Total                  | 500 | 185 | 103 | 212 | 685 | 803 | -118 |

## Entrenadores
| Nombre                                       | Periodo   | Juegos | Ganados | Empatados | Perdidos |
| -------------------------------------------- | --------- | ------ | ------- | --------- | -------- |
| Balaidas Chatterjee                          | 1948      | 1      | 0       | 0         | 1        |
| Syed Abdul Rahim                             | 1950–1963 | 42     | 26      | 3         | 13       |
| Harry Wright                                 | 1963–1964 | 7      | 5       | 1         | 1        |
| No hubo un entrenador fijo entre 1964 a 1972 |           |        |         |           |          |
| Pradip Banerjee                              | 1972–1981 | 40     | 11      | 5         | 24       |
| Bob Bootland                                 | 1982      | 13     | 2       | 5         | 6        |
| Joe Kinnear                                  | 1983      | 13     | 4       | 0         | 9        |
| Milovan Ćirić                                | 1984–1985 | 11     | 2       | 4         | 5        |
| Pradip Banerjee                              | 1985      | 2      | 2       | 0         | 0        |
| Syed Nayeemuddin                             | 1986      | 6      | 0       | 1         | 5        |
| Amal Dutta                                   | 1987–1988 | 8      | 2       | 3         | 3        |
| József Gelei                                 | 1989–1991 | 6      | 2       | 2         | 2        |
| Jiří Pešek                                   | 1993–1994 | 22     | 5       | 6         | 11       |
| Jiri Pesek                                   | 1994      | 7      | 4       | 3         | 0        |
| Rustam Akhramov                              | 1995-1996 | 10     | 7       | 3         | 0        |
| Syed Nayeemuddin                             | 1997–1998 | 8      | 1       | 1         | 6        |
| Sukhwinder Singh                             | 1998–2001 | 24     | 11      | 5         | 8        |
| Stephen Constantine                          | 2002–2005 | 21     | 6       | 5         | 10       |
| Sukhwinder Singh                             | 2005      | 5      | 1       | 1         | 3        |
| Syed Nayeemuddin                             | 2005–2006 | 8      | 4       | 2         | 2        |
| Bob Houghton                                 | 2006–2011 | 45     | 20      | 5         | 20       |
| Armando Colaco                               | 2011      | 6      | 1       | 2         | 3        |
| Savio Medeira                                | 2011–12   | 15     | 5       | 2         | 8        |
| Wim Koevermans                               | 2012–2015 | 19     | 8       | 4         | 7        |
| Stephen Constantine                          | 2015-2019 | 42     | 23      | 6         | 13       |
| Igor Stimac                                  | 2019-2024 | 59     | 19      | 14        | 20       |
| Manolo Márquez                               | 2024-2025 | 8      | 1       | 4         | 3        |
| Khalid Jamil                                 | 2025-     |        |         |           |          |

## Jugadores

### Última convocatoria
Lista de jugadores convocados para los partidos contra  Tailandia y  Hong Kong celebrados en junio de 2025.
| No. | Pos. | Jugador                    | Fecha de nacimiento (edad)         | Apa. | Goles | Club             |
| --- | ---- | -------------------------- | ---------------------------------- | ---- | ----- | ---------------- |
| 1   | POR  | Vishal Kaith               | 22 de julio de 1996 (29 años)      | 7    | 0     | Mohun Bagan      |
| 13  | POR  | Gurmeet Singh Chahal       | 3 de diciembre de 1999 (25 años)   | 0    | 0     | NorthEast United |
| 23  | POR  | Amrinder Singh             | 27 de mayo de 1993 (32 años)       | 14   | 0     | Odisha           |
|     |      |                            |                                    |      |       |                  |
| 2   | DEF  | Rahul Bheke                | 6 de diciembre de 1990 (34 años)   | 35   | 3     | Bengaluru        |
| 3   | DEF  | Chinglensana Singh Konsham | 23 de noviembre de 1996 (28 años)  | 12   | 0     | Bengaluru        |
| 4   | DEF  | Anwar Ali                  | 28 de agosto de 2000 (24 años)     | 26   | 1     | East Bengal      |
| 5   | DEF  | Sandesh Jhingan            | 21 de julio de 1993 (32 años)      | 66   | 5     | Goa              |
| 6   | DEF  | Ashish Rai                 | 27 de enero de 1999 (26 años)      | 4    | 0     | Mohun Bagan      |
| 12  | DEF  | Naorem Roshan Singh        | 2 de febrero de 1999 (26 años)     | 12   | 0     | Bengaluru        |
| 19  | DEF  | Abhishek Singh Tekcham     | 2 de enero de 2005 (20 años)       | 2    | 0     | Punjab           |
| 21  | DEF  | Boris Singh Thangjam       | 3 de enero de 2000 (25 años)       | 3    | 0     | Goa              |
|     |      |                            |                                    |      |       |                  |
| 7   | MED  | Liston Colaco              | 12 de noviembre de 1998 (26 años)  | 30   | 1     | Mohun Bagan      |
| 8   | MED  | Suresh Singh Wangjam       | 7 de agosto de 2000 (25 años)      | 34   | 1     | Bengaluru        |
| 10  | MED  | Brandon Fernandes          | 20 de septiembre de 1994 (30 años) | 31   | 0     | Mumbai City      |
| 14  | MED  | Ayush Chhetri              | 16 de abril de 2003 (22 años)      | 3    | 0     | Goa              |
| 15  | MED  | Udanta Singh               | 14 de junio de 1996 (29 años)      | 49   | 2     | Goa              |
| 16  | MED  | Naorem Mahesh Singh        | 1 de marzo de 1999 (26 años)       | 23   | 3     | East Bengal      |
| 18  | MED  | Lalengmawia Ralte          | 17 de octubre de 2000 (24 años)    | 25   | 0     | Mohun Bagan      |
| 20  | MED  | Nikhil Prabhu              | 2 de octubre de 2000 (24 años)     | 1    | 0     | Punjab           |
| 22  | MED  | Ashique Kuruniyan          | 14 de junio de 1997 (28 años)      | 37   | 2     | Mohun Bagan      |
|     |      |                            |                                    |      |       |                  |
| 9   | DEL  | Edmund Lalrindika          | 24 de abril de 1999 (26 años)      | 5    | 0     | Inter Kashi      |
| 11  | DEL  | Sunil Chhetri              | 3 de agosto de 1984 (41 años)      | 154  | 95    | Bengaluru        |
| 17  | DEL  | Lallianzuala Chhangte      | 8 de junio de 1997 (28 años)       | 43   | 8     | Mumbai City      |
|     | DEL  | Manvir Singh               | 7 de noviembre de 1995 (29 años)   | 49   | 7     | Mohun Bagan      |
|     | DEL  | Suhail Ahmad Bhat          | 8 de abril de 2005 (20 años)       | 1    | 0     | Mohun Bagan      |